# Las Tablas de Corralejo
Las Tablas de Corralejo är en ort i Mexiko.   Den ligger i kommunen Pénjamo och delstaten Guanajuato, i den centrala delen av landet, 300 km väster om huvudstaden Mexico City. Las Tablas de Corralejo ligger 1 997 meter över havet och antalet invånare är 125.
Terrängen runt Las Tablas de Corralejo är huvudsakligen kuperad, men åt nordväst är den platt. Las Tablas de Corralejo ligger nere i en dal. Runt Las Tablas de Corralejo är det ganska tätbefolkat, med 104 invånare per kvadratkilometer. Närmaste större samhälle är Pénjamo, 12,7 km söder om Las Tablas de Corralejo. I omgivningarna runt Las Tablas de Corralejo växer huvudsakligen savannskog.